# Balen (België)

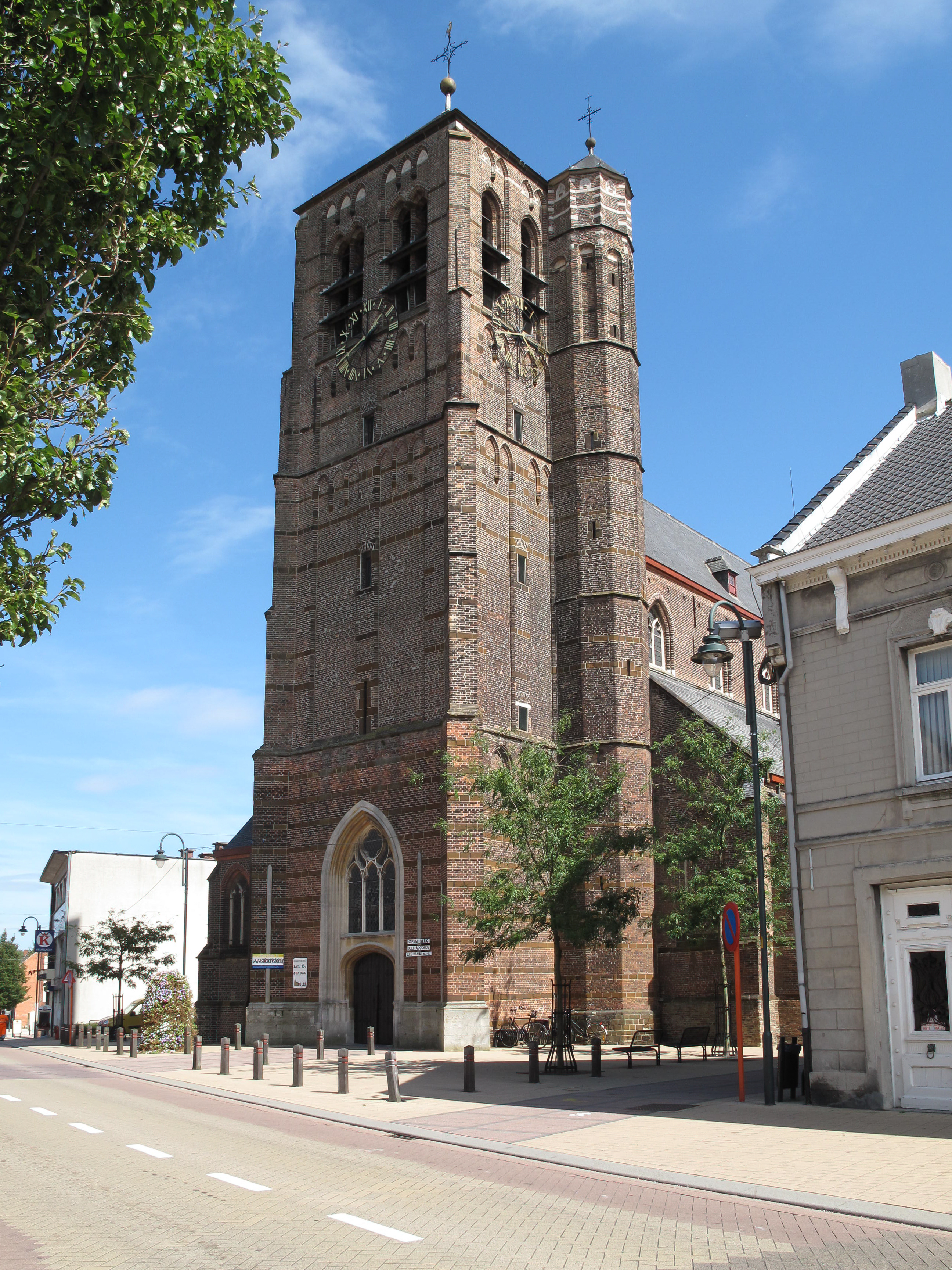
Sint-Andrieskerk te Balen

Balen is een dorp en gemeente in de Belgische provincie Antwerpen. De gemeente telt 23.000 inwoners, die Balenaars worden genoemd. Balen behoort tot het kieskanton en het gerechtelijk kanton Mol en is een van de Zeven Heerlijkheden.

## Toponymie
De naam van het dorp werd voor de eerste maal vermeld in 1173 als Banele, wat de bestanddelen banne (rechtsgebied) en lo (bos) bevat.

## Geschiedenis
Balen was een dorp in de Voogdij Mol, Balen en Dessel, dat oorspronkelijk in bezit was van de Abdij van Corbie en later een zelfstandige heerlijkheid werd. De families Van Bocholt, De Renesse van Furstenberg en De Mol waren belangrijke heersersgeslachten.
Het dorp ontleende welvaart aan het feit dat er een aantal wegen samenkwamen, en er ontstond ook enige huisnijverheid.
In 1881 startte een zinksmelter van Vieille Montagne, in 1889 gevolgd door de kruitfabriek La Forcite. Deze fabrieken vestigden zich in Wezel en hierdoor werd Balen sterk geïndustrialiseerd. De landbouw werd ook steeds belangrijker, daar de heide eind 19e eeuw eveneens werd ontgonnen.
De Heilige Odrada was mogelijk afkomstig uit Scheps, nabij Balen.

### Tweede Wereldoorlog
De gemeente werd rond 16 mei 1940 bezet door het Duitse leger en bevrijd op 24 september 1944. Minstens 1 weerstander werd naar het Auffanglager van Breendonk getransporteerd.

## Geografie

### Deelgemeenten
| # | Naam  | Opp. (km²) | Inwoners (2020) | Inwoners per km² | NIS-code |
| - | ----- | ---------- | --------------- | ---------------- | -------- |
| 1 | Balen | 55,96      | 19.023          | 340              | 13003A   |
| 2 | Olmen | 17,02      | 3.785           | 222              | 13003B   |

### Kernen in de gemeente Balen
| Kern         | Inwoneraantal (31/12/2007) |
| ------------ | -------------------------- |
| Balen-Dorp   | 5482                       |
| Hulsen       | 1841                       |
| Rosselaar    | 1689                       |
| Schoorheide  | 2713                       |
| Wezel        | 2113                       |
| Rijsbergdijk | 1965                       |
| Gerheide     | 1198                       |
| Olmen        | 3631                       |

Op de grens met de gemeente Meerhout ligt het kleine gehucht Lil (bij Hulsen).

## Demografie

### Demografische evolutie deelgemeente voor de fusie
- Bronnen:NIS, Opm:1806 tot en met 1970=volkstellingen, 1976= inwonersaantal op 31 december

### Demografische ontwikkeling van de fusiegemeente
Alle historische gegevens hebben betrekking op de huidige gemeente, inclusief deelgemeenten, zoals ontstaan na de fusie van 1 januari 1977.
- Bronnen:NIS, Opm:1806 tot en met 1981=volkstellingen; 1990 en later= inwonertal op 1 januari

| Inwoners van jaar tot jaar op 1 januari 1992 tot heden | Inwoners van jaar tot jaar op 1 januari 1992 tot heden | Inwoners van jaar tot jaar op 1 januari 1992 tot heden |
| jaar                                                   | Aantal                                                 | Evolutie: 1992=index 100                               |
| ------------------------------------------------------ | ------------------------------------------------------ | ------------------------------------------------------ |
| 1992                                                   | 18.702                                                 | 100,0                                                  |
| 1993                                                   | 18.775                                                 | 100,4                                                  |
| 1994                                                   | 18.921                                                 | 101,2                                                  |
| 1995                                                   | 18.896                                                 | 101,0                                                  |
| 1996                                                   | 18.909                                                 | 101,1                                                  |
| 1997                                                   | 19.022                                                 | 101,7                                                  |
| 1998                                                   | 19.129                                                 | 102,3                                                  |
| 1999                                                   | 19.242                                                 | 102,9                                                  |
| 2000                                                   | 19.290                                                 | 103,1                                                  |
| 2001                                                   | 19.410                                                 | 103,8                                                  |
| 2002                                                   | 19.581                                                 | 104,7                                                  |
| 2003                                                   | 19.716                                                 | 105,4                                                  |
| 2004                                                   | 19.871                                                 | 106,3                                                  |
| 2005                                                   | 20.111                                                 | 107,5                                                  |
| 2006                                                   | 20.276                                                 | 108,4                                                  |
| 2007                                                   | 20.379                                                 | 109,0                                                  |
| 2008                                                   | 20.638                                                 | 110,4                                                  |
| 2009                                                   | 20.811                                                 | 111,3                                                  |
| 2010                                                   | 21.022                                                 | 112,4                                                  |
| 2011                                                   | 21.305                                                 | 113,9                                                  |
| 2012                                                   | 21.570                                                 | 115,3                                                  |
| 2013                                                   | 21.772                                                 | 116,4                                                  |
| 2014                                                   | 21.817                                                 | 116,7                                                  |
| 2015                                                   | 21.969                                                 | 117,5                                                  |
| 2016                                                   | 22.168                                                 | 118,5                                                  |
| 2017                                                   | 22.356                                                 | 119,5                                                  |
| 2018                                                   | 22.426                                                 | 119,9                                                  |
| 2019                                                   | 22.618                                                 | 120,9                                                  |
| 2020                                                   | 22.813                                                 | 122,0                                                  |
| 2021                                                   | 22.853                                                 | 122,2                                                  |
| 2022                                                   | 23.000                                                 | 123,0                                                  |
| 2023                                                   | 23.308                                                 | 124,6                                                  |
| 2024                                                   | 23.523                                                 | 125,8                                                  |
| 2025                                                   | 23.777                                                 | 127,1                                                  |

## Politiek

### Structuur
| Balen            | Balen            | Supranationaal         | Nationaal                         | Nationaal           | Gemeenschap         | Gewest              | Provincie           | Arrondissement    | Provinciedistrict | Kanton          | Gemeente        |
| ---------------- | ---------------- | ---------------------- | --------------------------------- | ------------------- | ------------------- | ------------------- | ------------------- | ----------------- | ----------------- | --------------- | --------------- |
| Administratief   | Niveau           | Europese Unie          | België                            | België              | Vlaanderen          | Vlaanderen          | Antwerpen           | Turnhout          | Turnhout          | Turnhout        | Mol             |
| Administratief   | Bestuur          | Europese Commissie     | Belgische regering                | Belgische regering  | Vlaamse regering    | Vlaamse regering    | Deputatie           | Deputatie         | Deputatie         | Deputatie       | Gemeentebestuur |
| Administratief   | Raad             | Europees Parlement     | Kamer van volksvertegenwoordigers | Vlaams Parlement    | Vlaams Parlement    | Vlaams Parlement    | Provincieraad       | Provincieraad     | Provincieraad     | Provincieraad   | Gemeenteraad    |
| Kiesomschrijving | Kiesomschrijving | Nederlands Kiescollege | Kieskring Antwerpen               | Kieskring Antwerpen | Kieskring Antwerpen | Kieskring Antwerpen | Kieskring Antwerpen | Mechelen-Turnhout | Turnhout          | Mol             | Balen           |
| Verkiezing       | Verkiezing       | Europese               | Federale                          | Federale            | Vlaamse             | Vlaamse             | Provincieraads-     | Provincieraads-   | Provincieraads-   | Provincieraads- | Gemeenteraads-  |

### Geschiedenis

#### Lijst van burgemeesters
| Periode | Periode      | Naam burgemeester                         |
| ------- | ------------ | ----------------------------------------- |
|         | 1800 - 1803  | Petrus Franciscus Joris                   |
|         | 1803 - 1808  | Petrus Guillielmus Wouters                |
|         | 1808 - 1813  | Joseph Michaux                            |
|         | 1814 - 1830  | August Jozef Van Ackere                   |
|         | 1830 - 1861  | Petrus Franciscus Van Mierde              |
|         | 1861 - 1872  | Andreas Swinnen                           |
|         | 1872 - 1879  | Remigius Heylen                           |
|         | 1879 - 1885  | Henricus Carolus Swinnen                  |
|         | 1885 - 1887  | Andreas Mensch                            |
|         | 1887 - 1896  | Henricus Bonifacius Jansen (Kath. Partij) |
|         | 1896 - 1920  | Alfons Dierckx (Kath.Partij)              |
|         | 1921 - 1938  | Gustaaf Wouters (Kath. Verb.)             |
|         | 1939 - 1946  | Aloïs Delsupehe                           |
|         | 1947 - 1976  | Egied Wouters (CVP)                       |
|         | 1977 - 1983  | Willy Dierckx                             |
|         | 1983 - 2000  | Mathieu Bierkens (CVP)                    |
|         | 2001 - 2024  | Johan Leysen (CD&V)                       |
|         | 2024 - heden | Sofie Leysen (CD&V)                       |

#### Legislatuur 2013 - 2018
Het Vlaams Belang kwam niet opnieuw op. Alle Balense gemeente-, OCMW- en politieraadsleden van het Vlaams Belang verlieten eind juni de partij en hadden de nieuwe partij Beter Balen opgericht. Burgemeester Johan Leysen (CD&V) leidt een coalitie bestaande uit CD&V en sp.a. Samen vormen ze de meerderheid met 16 op 27 zetels.

#### Legislatuur 2019 - 2024
CD&V hernieuwde de coalitie met sp.a Balen 2025, goed voor een meerderheid van 15 op 27 zetels. Johan Leysen (CD&V) bleef burgemeester.

#### Legislatuur 2024 - 2030
CD&V vormde opnieuw een coalitie met Vooruit Balen, die beschikten over een nipte meerderheid van 14 op 27 zetels. Johan Leysen (CD&V) werd als burgemeester opgevolgd door dochter Sofie Leysen (CD&V).

#### Resultaten gemeenteraadsverkiezingen sinds 1976
| Partij of kartel     | Partij of kartel                               | 10-10-1976 | 10-10-1976 | 10-10-1982 | 10-10-1982 | 9-10-1988 | 9-10-1988 | 9-10-1994 | 9-10-1994 | 8-10-2000 | 8-10-2000 | 8-10-2006 | 8-10-2006 | 14-10-2012 | 14-10-2012 | 14-10-2018 | 14-10-2018 | 13-10-2024 | 13-10-2024 |
| Stemmen / Zetels     | Stemmen / Zetels                               | %          | 25         | %          | 25         | %         | 25        | %         | 25        | %         | 25        | %         | 27        | %          | 27         | %          | 27         | %          | 27         |
| -------------------- | ---------------------------------------------- | ---------- | ---------- | ---------- | ---------- | --------- | --------- | --------- | --------- | --------- | --------- | --------- | --------- | ---------- | ---------- | ---------- | ---------- | ---------- | ---------- |
|                      | SP1/ INZET2/ sp.a3/ sp.a Balen 20254/ Vooruit5 | 21,071     | 5          | 21,471     | 5          | 26,711    | 6         | 27,612    | 7         | 23,642    | 6         | 23,983    | 7         | 18,433     | 5          | 15,294     | 4          | 11,85      | 3          |
|                      | Agalev1/ Groen!2/ Groen3                       | -          |            | -          |            | -         |           | -         |           | 4,731     | 0         | 2,902     | 0         | -          |            | 4,583      | 0          | -          |            |
|                      | CVP1/ CD&V2                                    | 26,321     | 7          | 36,241     | 10         | 51,091    | 14        | 51,761    | 14        | 35,661    | 10        | 35,802    | 11        | 35,002     | 11         | 36,642     | 12         | 35,52      | 11         |
|                      | PVV1/ VLD2/ Open Vld3/ Open Vld Plus4          | -          |            | -          |            | 22,21     | 5         | 20,632    | 4         | 22,422    | 6         | 17,602    | 4         | 11,483     | 2          | 7,774      | 1          | -          |            |
|                      | N-VA                                           | -          |            | -          |            | -         |           | -         |           | -         |           | -         |           | 26,73      | 8          | 19,88      | 6          | 20,3       | 6          |
|                      | Vlaams Blok1/ Vlaams Belang2                   | -          |            | -          |            | -         |           | -         |           | 13,551    | 3         | 19,722    | 5         | -          |            | 14,152     | 4          | 18,32      | 5          |
|                      | PVDA                                           | -          |            | -          |            | -         |           | -         |           | -         |           | -         |           | -          |            | -          |            | 3,9        | 0          |
|                      | DEGOEIZAAK                                     | -          |            | -          |            | -         |           | -         |           | -         |           | -         |           | -          |            | -          |            | 8,5        | 2          |
|                      | Beter Balen                                    | -          |            | -          |            | -         |           | -         |           | -         |           | -         |           | 8,36       | 1          | -          |            | -          |            |
|                      | GBO                                            | 30,95      | 9          | 25,91      | 7          | -         |           | -         |           | -         |           | -         |           | -          |            | -          |            | -          |            |
|                      | CBD                                            | 14,11      | 3          | 12,73      | 3          | -         |           | -         |           | -         |           | -         |           | -          |            | -          |            | -          |            |
|                      | VU                                             | 7,55       | 1          | -          |            | -         |           | -         |           | -         |           | -         |           | -          |            | -          |            | -          |            |
|                      | Anderen(*)                                     | -          |            | 3,65       | 0          | -         |           | -         |           | -         |           | -         |           | -          |            | 1,69       | 0          | 1,7        | 0          |
| Totaal stemmen       | Totaal stemmen                                 | 11965      | 11965      | 12905      | 12905      | 13670     | 13670     | 13913     | 13913     | 14285     | 14285     | 14230     | 14230     | 14744      | 14744      | 15876      | 15876      | 10796      | 10796      |
| Opkomst %            | Opkomst %                                      |            |            |            |            | 96,27     | 96,27     | 95,18     | 95,18     | 93,82     | 93,82     | 94,37     | 94,37     | 92,52      | 92,52      | 92,3       | 92,3       | 60,4       | 60,4       |
| Blanco en ongeldig % | Blanco en ongeldig %                           | 3,95       | 3,95       | 6,46       | 6,46       | 6,12      | 6,12      | 8,33      | 8,33      | 6,65      | 6,65      | 5,1       | 5,1       | 5,1        | 5,1        | 4,4        | 4,4        | 0,4        | 0,4        |

De rode cijfers naast de gegevens duiden aan onder welke naam de partijen telkens bij een verkiezing opkwamen, rode letters duiden de kartels aan.
De zetels van de gevormde meerderheid staan vetjes weergegeven. De grootste partij is in kleur.
(*) 1982: SD (3,65%) / 2018: Lijst Participatie (1,69%) / 2024: VVP Balen Olmen (1,7%)

## Bezienswaardigheden
- De Sint-Andrieskerk is een laatgotische kerk met een zware toren.
- Enkele 18e- en 19e-eeuwse burgerhuizen in het centrum van Balen.
- Voormalig gemeentehuis in neorenaissancestijl, uit 1906.
- Belangwekkend bouwkundig erfgoed in Rosselaar, Hoolst en Schoor, kapellen en Mariapark in Schoorheide.
- Watermolens Topmolen en Hoolstmolen in de omgeving van Balen.

## Natuur en landschap
Ten zuiden van Balen loopt de Grote Nete en in de vallei daarvan liggen diverse natuurgebieden, waaronder Scheps, De Most, De Vennen, en Griesbroek bij Hulsen. Ten noorden van De Most ligt, op een dekzandrug, het natuur- en recreatiegebied Keiheuvel.
Parallel aan de Grote Nete lopen de door mensen gegraven Grote Hoofdgracht en Kleine Hoofdgracht, bedoeld ter ontwatering van de moerassen.
Ten oosten van Balen loopt het Kanaal naar Beverlo en ten westen van Balen het Kanaal Dessel-Kwaadmechelen.

## Cultuur

### Bijnaam
De bijnaam van de Balenaars is: Kruiers. De reden kan zijn dat de patroonheilige van de kerk, de Heilige Andreas, ook patroon van de kruiers is. Het volksverhaal rept ervan dat de bewoners de kerk een aantal malen wilden verplaatsen, en daartoe een kruiwagen geschikt achtten. In 1987 werd een beeldje van de kruier geplaatst.

### Musea
- Het Kruiersmuseum, in het voormalig gemeentehuis, is een heemkundemuseum.

### Film

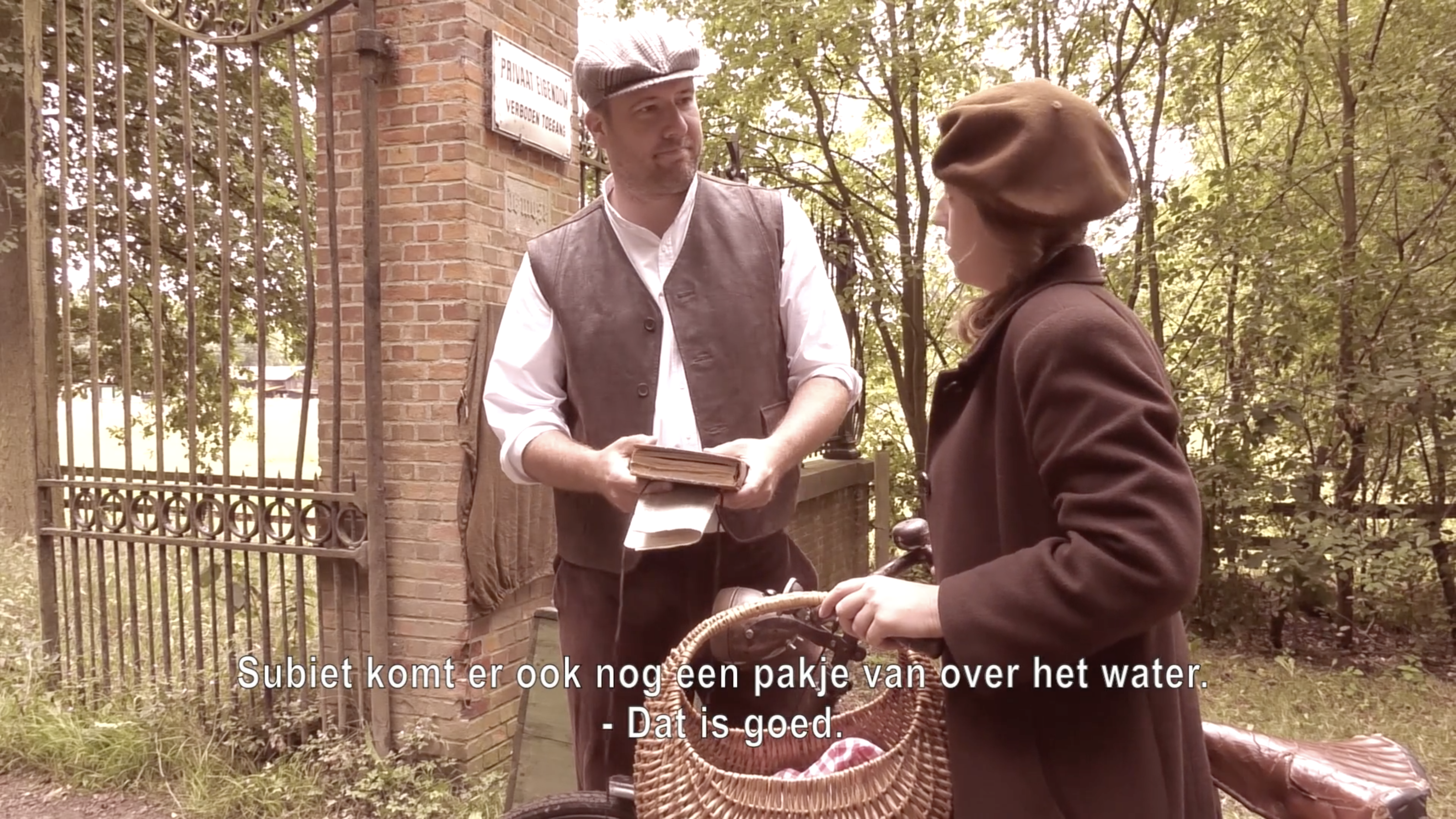
Balense kortfilm over de bevrijding van Balen in 1944, met Raf Jansen in de hoofdrol

- Balense kortfilm over de bevrijding van Balen in 1944, met Raf Jansen in de hoofdrolSoms geslagen, nooit verslagen (2017)  is een kortfilm onder regie van Jef Cleemput en met Raf Jansen in de hoofdrol. Op dinsdag 25 juli 2017 werden  op de Most de eerste beelden gemaakt van een kortfilm over de Tweede Wereldoorlog in Balen, meer bepaald over de mobilisatie van de weerstand of het verzet tijdens de Bevrijdingsdagen van september 1944. De trailer : https://vimeo.com/230267547
- Groenten uit Balen (2011) van Frank Van Mechelen naar het gelijknamig toneelstuk Groenten uit Balen van Walter van den Broeck. De film verhaalt over de staking van 1971 in de Balense zinkfabriek van Vieille-Montagne.

## Religie en levensbeschouwing
De katholieke parochies van Balen maken samen met deze van Mol deel uit van de pastorale eenheid De Heilige Apostelen, die op haar beurt deel uitmaakt van het dekenaat Zuiderkempen in het Bisdom Antwerpen.

## Mobiliteit
- Station Balen

## Economie

### Voormalig
- De Balense zinkfabriek van Vieille-Montagne.

## Bekende personen
- Bert Leysen (1920-1959), programmadirecteur N.I.R.
- Jos Wijninckx (1931-2009), politicus
- Mathieu Bierkens (1932-2025), politicus
- Jef Geys (1934-2018), beeldend kunstenaar
- Heddie Suls (1938), actrice

- Theo Mertens (1941), wielrenner
- Norbert Van Broekhoven (1946-2014), ondernemer en bestuurder
- Anne Mie Gils (1957), actrice
- Servais Verherstraeten (1960), politicus
- Eric Geboers (1962-2018), motorcrosser
- Tom Boonen (1980), wielrenner